# (11278) Telesio
(11278) Telesio est un astéroïde de la ceinture principale.

## Description
(11278) Telesio est un astéroïde de la ceinture principale. Il fut découvert le 26 septembre 1989 à La Silla par Eric Walter Elst. Il présente une orbite caractérisée par un demi-grand axe de 2,25 UA, une excentricité de 0,16 et une inclinaison de 5,0° par rapport à l'écliptique.

## Compléments